# رون هنت
رون هنت (بالإنجليزية: Ron Hunt)‏ (19 ديسمبر 1945 ببادنغتون في المملكة المتحدة - 23 أغسطس 2018) هو لاعب كرة قدم بريطاني في مركز الدفاع. لعب مع كوينز بارك رينجرز.

## وصلات خارجية
- رون هنت على موقع قاعدة بيانات كرة القدم.إي يو (الإنجليزية)